# Capo Svjatoj Nos (Sacha-Jacuzia)
Capo Svjatoj Nos (in lingua russa мыс Святой Нос) è un promontorio che si trova sulla costa dell'Ust'-Janskij ulus della Sacha (Jacuzia), nell'estremo nord russo. Si protende nello stretto di Dmitrij Laptev, che separa il continente dall'isola Bol'šoj Ljachovskij. Capo Svjatoj Nos delimita a nord-est il golfo dell'Ėbeljach. È uno dei punti geografici che delimita il mare di Laptev secondo l'Organizzazione idrografica internazionale.
Svjatoj Nos fu scoperto nel 1648 dal cosacco Buldakov; visitato dagli esploratori Matvej Matveevič Gedenštrom, Pëtr Fëdorovič Anžu e Eduard Gustav von Toll.